# Fidel & Che
Fidel & Che (englischer Originaltitel Fidel) ist ein 2002 erschienener zweiteiliger Fernsehspielfilm von David Attwood, der das Leben Fidel Castros, die Kubanische Revolution und ihre Folgen, darunter die Kuba-Krise, behandelt. Der in den USA produzierte Film wurde nahezu ausschließlich mit lateinamerikanisch-stämmigen Schauspielern besetzt, darunter mitunter großen Namen wie Gael Garcia Bernal und Cecilia Suárez. Bernal spielte hier erstmals die Rolle des Ernesto 'Che' Guevara, die er zwei Jahre später in Die Reise des jungen Che erneut verkörperte.

## Handlung
Der Film beginnt im Jahr 2001, als der gealterte Fidel Castro in seinem Büro traurig Fotos seiner Weggefährten aus der Kubanischen Revolution betrachtet. Die nachfolgenden Ereignisse stellen eine Rückblende dar.
Havanna, 1951. Der junge Anwalt Fidel Castro wird mit den Auswirkungen der politischen Konflikte und Korruption auf Kuba konfrontiert, die vor allem aus der Abhängigkeit von den USA resultieren. Dabei lernt er seine spätere Frau Mirta Díaz-Balart kennen, mit der er einen Sohn bekommt. Fidel beginnt mit seinem jüngeren Bruder Raul sich politisch in der oppositionellen Orthodoxen Partei des populären Eduardo Chibás zu engagieren. Nachdem Chibás Selbstmord begeht, tritt Roberto Agramonte als neuer Kandidat der Partei bei den kommenden Präsidentschaftswahlen 1952 an, bis am 10. März 1952 der Ex-Militär und Mitbewerber Fulgencio Batista durch einen Militärputsch die Macht an sich reißt. Fidel ist entschlossen, das diktatorische Regime mit Gewalt zu stürzen, und sammelt Unterstützer um sich, darunter das Geschwisterpaar Abel und Haydée Santamaría und die verheiratete Natalia Naty Revuelta, die seine Geliebte wird. Von seiner Frau und ihrem Bruder Rafael beginnt er sich zu distanzieren, da Letzterer für den Diktator arbeitet.
Schließlich planen Fidel und Abel Santamaria einen Angriff auf die Kaserne von Moncada in Santiago de Cuba, um Waffen zu erbeuten und sich in die Sierra Maestra zurückzuziehen, um von dort aus einen Guerilla-Krieg zu entfesseln. Der Angriff scheitert katastrophal und die meisten Rebellen werden getötet. Abel Santamaria wird gefoltert und die Augen ausgestochen, doch er weigert sich genauso wie seine Schwester, andere Unterstützer zu verraten. Für Abel ist dies sein Todesurteil. Gleichwohl gelingt es dem Regime, weitere Verantwortliche, darunter auch Fidel und Raul Castro, gefangen zu nehmen. Castros Ehefrau findet heraus, dass er mit Natalia Revuelta ein Verhältnis hat, lässt sich scheiden und verlässt mit ihrem Sohn Fidelito das Land. Durch politischen Druck entschließt sich Batista schließlich, Fidel freizulassen und ins Exil zu schicken. Dieser gründet die Bewegung des 26. Juli und will in Mexiko Männer sammeln und ausbilden, um dann erneut nach Kuba zurückzukehren und das Regime gewaltsam zu stürzen. Natalia Revuelta, seine Geliebte, bleibt in Kuba, da sie von Fidel schwanger ist.
In Mexiko trifft Fidel auf den jungen argentinischen Arzt Ernesto Che Guevara, der von einer anti-imperialistisch-sozialistischen Revolution träumt, um die von den USA gestützten diktatorischen Regime Lateinamerikas zu stürzen. Guevara schließt sich Castro und seinen 80 weiteren Männern an, die im Dezember 1956 an Bord der kleinen Jacht Granma nach Kuba übersetzen. Kurz nach der Landung werden die meisten Rebellen von Batistas Männern getötet, nur einige Männer, unter ihnen Fidel, Che und Raul, überleben und ziehen sich wie geplant in die Berge der Sierra Maestra zurück. Unterstützt von der lokalen Bevölkerung, die sich soziale Gerechtigkeit und ein besseres Leben erhofft, und Mitstreitern aus Havanna, angeführt von Celia Sánchez, gewinnt die Gruppe neue Kämpfer und eröffnet den Guerilla-Kampf gegen das Batista-Regime. Celia Sánchez kommt schließlich dauerhaft ins Lager der Rebellen und wird Fidels Geliebte. Nach einem zweijährigen Guerillakrieg gegen Batistas Regime, der zunehmend zugunsten der Rebellen verläuft, flieht der Diktator Batista aus dem Land. Die Kubanische Revolution ist siegreich und Fidel Castro und seine Bewegung des 26. Juli übernehmen im Januar 1959 auf Kuba die Macht.
Um die Revolution unumkehrbar zu machen und ihre sozialen und politischen Ziele durchzusetzen, werden in einem ersten Schritt die kubanischen Streit- und Sicherheitskräfte gesäubert und vermeintliche Unterstützer des Batista-Regimes unter Führung von Che Guevara und Raul Castro exekutiert. Das neue Regime will tiefgreifende Reformen durchsetzen, darunter die Schaffung eines kostenlosen Bildungs- und Gesundheitssystems, und entscheidet sich – entgegen Castros früherer Einstellung – dazu, mit den Kommunisten zusammenzuarbeiten. Die Privatwirtschaft wird enteignet und verstaatlicht und das Revolutionsregime nimmt zunehmend totalitäre, stalinistische Züge an. Huber Matos, Kommandeur der Streitkräfte in der Provinz Camaguey, kann dies mit seinem Gewissen nicht vereinbaren und will sein Amt niederlegen, was Fidel, Raul und Che als Verrat empfinden. Celia Sanchez, eine langjährige Freundin Huber Matos’, auf deren Bestreben hin Matos der Revolution beitrat, schwankt, stellt sich jedoch letztlich auf Seiten Fidel und Ches, während Haydée Santamaria in dem Agieren des Regimes zunehmend einen Verrat an den alten Idealen sieht, mit denen die Bewegung einst ihren Kampf begonnen hat. Huber Matos’ Verhalten wird gleichwohl als Verschwörung und Hochverrat gewertet und Matos in einem Schauprozess zu 20 Jahren Haft verurteilt.
Das post-revolutionäre Kuba nähert sich politisch immer mehr der Sowjetunion an. Nachdem eine von den USA unterstützte Invasion kubanischer Oppositioneller in der Schweinebucht 1961 scheitert und das Regime eine direkte Invasion der USA fürchtet, stationieren die Sowjets auf Kuba strategische Atomwaffen, was zu den Ereignissen der Kuba-Krise von 1962 führte, an deren Ende die Sowjets die Raketen abziehen und die USA garantieren, keine Invasion auf Kuba durchzuführen.
Innenpolitisch ist das Regime hingegen mit einem zunehmenden, insbesondere wirtschaftlichen Niedergang konfrontiert. Die Lage der Bevölkerung verschlechtert sich stetig. Gleichzeitig zeigen sich innerhalb des Regimes zunehmend Risse. Raul Castro und Che Guevara entzweien sich über die Frage des Umgangs mit der Sowjetunion. Guevaras außenpolitisches Agieren, mit dem er die Sowjets verprellt, führt schließlich zu seiner Amtsniederlegung als Industrieminister und Rückgabe der Staatsbürgerschaft. Stattdessen will er sich nach Bolivien zurückziehen, um dort einen neuen Guerilla-Krieg gegen die pro-US-amerikanischen Regime zu entfesseln. Fidel Castro sichert Guevara seine Unterstützung zu, versagt diese letztlich jedoch. 1967 wird Guevara in Bolivien mit seinen Guerilla-Rebellen festgenommen und mit Hilfe der CIA ermordet.
Der innenpolitische Niedergang setzt sich fort. Celia Sanchez, todkrank an Krebs erkrankt, bittet Fidel an ihrem letzten Tag, es nicht dazu kommen zu lassen, dass die Kubaner Fidel verachten. Er dürfe die Revolution dadurch scheitern lassen, weil er nicht wolle, dass sie ende. Fidel hält ihre Hand und verspricht ihr, nie den Kontakt mit dem Volk zu verlieren.

Der Film kehrt in die Gegenwart zurück. Castro wendet mit Tränen in den Augen den Blick von den Fotos seiner toten Kampfgefährten ab und verlässt sein Büro, während im Hintergrund weitere Entwicklungen Kubas nach der Revolution aufgelistet werden, darunter der im Jahr 1980 erfolgte Massenexodus von tausenden Kubanern, die auf den Florida-Keys-Inseln landen. Castro wendet sich der Kamera in einer Ansprache an die US-Amerikaner zu und spricht über den politischen und wirtschaftlichen Krieg, den die USA Kuba erklärt hätten. 
"40 Jahre und ihr weigert euch noch immer, dass euer Nachbar entschieden hat, in seinem eigenen Haus so zu leben, wie er es will? Ist das Demokratie? Jedes Volk zu bestrafen, das einen anderen Weg geht als ihr? Bis 1959 war das Prinzip eurer Politik, dass wir ausgebeutet werden sollen. Nach 1959 war das Prinzip eurer Politik, dass wir vernichtet werden sollen – ist das Demokratie?" 

## Fortleben der Beteiligten
Es folgen vor dem Abspann Informationen über das weitere Fortleben von Raul Castro, Mirta Díaz-Balart, Naty Revuelta, Fidels Sohn Fidel Castro Díaz-Balart, Camilo Cienfuegos, Huber Matos und Haydée Santamaría bis zum Jahr 2002. Nachfolgend ergänzt auf aktuellen Stand (Juni 2023).
- Fidel Castro zog sich 2008 aus der aktiven Politik zurück und starb 2016.
- Raul Castro wurde von seinem Bruder zum Nachfolger aufgebaut und folgte ihm 2008 als Staatspräsident Kubas. 2018 übergab der 86-jährige sein Amt an seinen Nachfolger Miguel Díaz-Canel.
- Mirta Diaz-Balart, Castros Exfrau, lebte überwiegend im Exil, starb 2024.
- Fidel Castro Díaz-Balart kehrte später nach Kuba zurück, studierte in den 1970er-Jahren in der Sowjetunion Atomwissenschaft und arbeitet danach als Wissenschaftsberater in der Regierung seines Vaters. 2018 beging er Suizid.
- Natalia Revuelta, Castros ehemalige Geliebte, blieb eine getreue Anhängerin Castros und lebte bis zu ihrem Tod im Jahr 2015 in Havanna. Ihre und Fidels gemeinsame Tochter Alina Fernández floh 1993 ins selbstgewählte Exil.

- Huber Matos verbüßte seine 20-jährige Haftstrafe und ging danach ins Exil. Er starb 2014 im Alter von 95 Jahren in Miami.
- Camillo Cienfuegos starb wenige Tage, nachdem er seinen Freund Huber Matos auf Anweisung Fidel Castros verhaftet hatte, bei einem Flugzeugabsturz.
- Haydée Santamaría beging 1980 Selbstmord.

## Hintergrund
Der Film schildert die Ereignisse aus der Sicht der Hauptfigur Fidel Castro, als dieser bereits erwachsen und Anwalt ist, über Fidels bisheriges Leben erfährt man nichts. Die Darstellung der weiteren historischen Charaktere sind ähnlich rudimentär und vermitteln dem Zuschauer lediglich ihre Funktion. Im Fokus stehen dabei als Weggefährten Fidels Bruder Raul Castro, die Geschwister Abel Santamaría und Haydée Santamaría als Mitstreiter aus der Anfangszeit der politischen Opposition beim Sturm auf die Moncada-Kaserne aus der Bewegung des 26. Juli, Huber Matos als zunächst Weggefährte und späterer Oppositioneller, die Rebellen-Kommandeure Che Guevara und Camillo Cienfuegos, sowie die Frauen in Fidels Leben in Gestalt von Mirta Diaz-Balart, Natalia Revuelta und Celia Sanchez, und als Antagonist der kubanische Diktator Fulgencio Batista. Andere bedeutende Personen der Zeitgeschichte werden entweder am Rande erwähnt oder haben Kurzauftritte (teils mit historischen Aufnahmen) darunter John F. Kennedy, Nikita Sergejewitsch Chruschtschow, Eduardo Chibás, Roberto Agramonte und Carlos Prío Socarrás.

## Wissenswertes
- Während der Film in den USA, Lateinamerika und anderen Ländern im Titel nur den Vornamen Fidel Castros enthält, wurde er in Deutschland mit Ernesto Che Guevaras Spitznamen ergänzt. Vermutlich erhoffte man sich so eine größere Aufmerksamkeit, da Guevara als Kultfigur in Deutschland größeres Prestige innehatte als Fidel Castro. In Deutschland wurde der Film von e-m-s vertrieben.[2]
- Die Schauspieler Gael Garcia Bernal (als Che Guevara) und Cecilia Suárez (als Celia Sánchez) waren zum Zeitpunkt der Dreharbeiten miteinander liiert.

## Historische Ungenauigkeiten
- In der Serie treffen sich Fidel Castro und Natalia Revuelta erstmals im Krankenhaus nach dem Selbstmordversuch von Eduardo Chibás im Jahr 1951, tatsächlich aber begegneten die beiden sich erst ein Jahr später auf einer Demonstration in Havanna.[3][4]
- Die Liebesbeziehung zwischen Castro und Revuelta begann nicht vor dem Sturm auf die Kaserne von Moncada im Jahr 1953, sondern erst danach mit Briefwechseln, während Castro im Gefängnis war. Nach seiner Entlassung 1955 trafen die beiden sich ein paar Mal und Revuelta wurde schwanger.[4]
- Castros zeitgleich zu Natalia Revuelta laufende Liebschaften mit weiteren Frauen, aus denen auch zwei Kinder hervorgingen, finden keine Erwähnung.[5]